# Tousled Peak
Der Tousled Peak (englisch für Zerzauster Gipfel) ist ein 1220 m hoher Berg an der Borchgrevink-Küste des ostantarktischen Viktorialands. Er ragt 5,5 km nordwestlich des Mount Lubbock am südlichen Ende der Daniell-Halbinsel auf.
Das New Zealand Antarctic Place-Names Committee benannte ihn 1966 so wegen des zerklüfteten Eises am Gipfel des Bergs.